# Brömsebro
Brömsebro är en tätort belägen i både Karlskrona och Torsås kommun, invid Brömsebäck, cirka fyra kilometer uppströms dess mynning och tre kilometer uppströms bron med detta namn. Småorten växte upp kring en järnvägsstation som anlades 1899 och fick sitt namn av bron.

## Bäcken och bron
Brömsebäck utgör gräns mellan Småland och Blekinge. Den var tidigare gräns mellan Sverige och Danmark, fram till dess Blekinge och andra områden tillföll Sverige 1658 vid freden i Roskilde.
Bäcken hette ursprungligen Brims eller Bröms.  Namnet är bildat till den fornsvenska insektsbeteckningen brims, broms (Tabanidæ), och syftade på en likhet mellan dess surr och bäckens ljud. Mitt i bäcken, en dryg kilometer före dess utlopp i Östersjön, finns en holme, på vilket det förr stod en gränssten, Brömse sten (Brimsæ sten 1280).
Över bäcken byggdes en bro (Brimsse bro 1453), som gick via holmen. Vid denna bro hölls flera gånger förhandlingar mellan Sverige och Danmark. Mest känd är Brömsebrofreden den 13 augusti 1645. Vid fredsförhandlingarna slog svenskarna och danskarna läger på var sin sida av bäcken och de underskrivna handlingarna utväxlades mitt på holmen med hjälp av en fransk ambassadör. Freden slöts således vid Brömsebro, inte i Brömsebro. Det finns där en minnessten rest år 1915.
Vid bron ligger Bröms by. Dess namn hör ihop med bäckens namn. 1620 fick orten rättigheter som lydköping under Kalmar stad, men köpingsverksamheten kom att upphöra före kommunreformen 1862.

## Orten Brömsebro
1899 anlades den smalspåriga Östra Blekinge Järnväg med en station på blekingesidan av ån, tre kilometer sydväst om bron, som fick namnet Brömsebro. Kring stationen växte ett samhälle upp. På 1920- och 30-talen fanns här flera mindre industrier samt skola, bank och postkontor. De senaste 50 åren har befolkningen legat runt 200 personer. Järnvägen lades ned 1965. Samhället har länge haft problem med att det legat i två kommuner, som sett det som två småorter, varför kommunalt vatten och avlopp länge inte ordnades.
Fram till 1995 var Brömsebro en tätort belägen i de båda kommunerna Karlskrona och Torsås. År 2000 förlorade området sin status som tätort och blev istället en småort med samma benämning och ungefär samma yta. Vid avgränsningen 2005 blev Brömsebro återigen en tätort. År 2010 upplöstes tätorten och ersattes av de två småorterna Brömsebro i Karlskrona kommun samt Brömsebro (norra delen) i Torsås kommun. 2015 hade de båda småorterna vuxit samman till en enda småort. År 2023  hade befolkningen i denna ort vuxit så den av SCB klassades som en tätort.

## Befolkningsutveckling
| Befolkningsutvecklingen i Brömsebro 1960–2015                                                            | Befolkningsutvecklingen i Brömsebro 1960–2015 | Befolkningsutvecklingen i Brömsebro 1960–2015 | Befolkningsutvecklingen i Brömsebro 1960–2015 | Befolkningsutvecklingen i Brömsebro 1960–2015 |
| --- | --------------------------------------------- | --------------------------------------------- | --------------------------------------------- | --------------------------------------------- |
| |                                               |                                               |                                               |                                               |
| År |                                               |                                               | Folkmängd                                     | Areal (ha)                                    |
| 1960 | 1960                                          |                                               | 209                                           |                                               |
| 1965 | 1965                                          |                                               | 209                                           |                                               |
| 1970 | 1970                                          |                                               | 204                                           |                                               |
| 1990 | 1990                                          |                                               | 210                                           | 72                                            |
| 1995 | 1995                                          |                                               | 207                                           | 73                                            |
| 2005 | 2005                                          |                                               | 213                                           | 66                                            |
| 2010 | 2010                                          |                                               | 87                                            | 15#                                           |
| 2015 | 2015                                          |                                               | 187                                           | 73#                                           |
| Anm.: Upphörde som tätort 2010. Södra småorten (S2563) sammanvuxen med norra (S2031) 2015. # Som småort. |                                               |                                               |                                               |                                               |

En småort med beteckningen Brömsebro (norra delen) och småortskod S2031 hade 2010 54 invånare över 11 hektar. 2015 hade den vuxit samman med den södra igen.